# Vlacháva
Vlacháva är en ort i Grekland.   Den ligger i prefekturen Trikala och regionen Thessalien, i den centrala delen av landet, 270 km nordväst om huvudstaden Aten. Vlacháva ligger 834 meter över havet och antalet invånare är 333.
Terrängen runt Vlacháva är huvudsakligen kuperad. Vlacháva ligger uppe på en höjd. Runt Vlacháva är det ganska glesbefolkat, med 34 invånare per kvadratkilometer. Närmaste större samhälle är Kalampáka, 8,4 km söder om Vlacháva. Trakten runt Vlacháva består till största delen av jordbruksmark.